# Inducerad delgraf

Vänstergraf är och högergraf är

Inom grafteorin är en inducerad delgraf {\textstyle D} en graf som består av en delmängd av en graf {\textstyle G}:s hörnmängd med tillhörande kantmängd.

## Definition
Låt {\displaystyle G=(K,H)} vara en godtycklig graf, och låt {\displaystyle S\in H}. Då är den inducerad delgrafen {\displaystyle G[S]} grafen vars hörnmängd med {\displaystyle S} och kantmängder sådana att {\displaystyle (H_{1},H_{2})\in S} och {\displaystyle H_{1},H_{2}\in H}.